# Hilozoizam
Hilozoizam (grč. hýlē tvar, zoé život), pripisivanje životnih i psiholoških obilježja čitavoj prirodi, odnosno mišljenje da je čitava materija prožeta životom. Teorija je vjerojatno potekla iz animizma, a hilozoizam se javlja u grčkoj filozofiji kod Jonjana (Tales, Anaksimen, Heraklit), te poslije kroz čitavu povijest filozofije (Giordano Bruno, Paracelsus, Ernst Haeckel).